# Perafita
Perafita è un comune spagnolo di 356 abitanti situato nella comunità autonoma della Catalogna.